# جون بينتر (عسكري)
جون بينتر (بالإنجليزية: John Painter)‏ هو عسكري أمريكي، ولد في 20 سبتمبر 1888 في تينيسي في الولايات المتحدة، وتوفي بنفس المكان في 1 مارس 2001.